# Taosa vitrata
Taosa vitrata är en insektsart som först beskrevs av Fabricius 1803.  Taosa vitrata ingår i släktet Taosa och familjen Dictyopharidae. Inga underarter finns listade i Catalogue of Life.